# Xanthia andesica
Xanthia andesica är en fjärilsart som beskrevs av George Francis Hampson 1905. Xanthia andesica ingår i släktet Xanthia och familjen nattflyn. Inga underarter finns listade i Catalogue of Life.